# Euaresta versicolor
Euaresta versicolor är en tvåvingeart som beskrevs av Allen L.Norrbom 1993. Euaresta versicolor ingår i släktet Euaresta och familjen borrflugor. Inga underarter finns listade i Catalogue of Life.